# Amia (ryby)
Amia – rodzaj ryb promieniopłetwych z rodziny amiowatych (Amiidae).

## Rozmieszczenie geograficzne
Do rodzaju należą gatunki występujące w słodkich wodach Ameryki Północnej. 

## Morfologia
Długość ciała do 109 cm (najczęściej 38–68 cm); masa ciała (największa opublikowana) 9,8 kg.

## Systematyka
Rodzaj zdefiniował w 1766 roku szwedzki przyrodnik Karol Linneusz w dwunastym wydaniu Systema Naturae, publikacji własnego autorstwa poświęconej systematyce zwierząt. Gatunkiem typowym jest (oznaczenie monotypowe) miękławka (A. calva).

### Etymologia
- Amia: etymologia niejasna, być może gr. αμια ‘gatunek nieznanej ryby’ wspomniany przez Arystotelesa, dawniej utożsamiany z bonito lub innym gatunkiem tuńczyka, współcześnie identyfikowany jako lufar[5].
- Amiatus: wariant pisowni rodzaju Amia Linnaeus, 1758[2].

### Podział systematyczny
Do rodzaju należą następujące gatunki:
- Amia calva Linnaeus, 1766 – miękławka[6]
- Amia ocellicauda Richardson, 1836